# Skärskarhån
Skärskarhån är en sjö i Älvdalens kommun i Dalarna och ingår i Dalälvens huvudavrinningsområde. Sjön har en area på 0,184 kvadratkilometer och ligger 614,3 meter över havet. Sjön avvattnas av vattendraget Skärvagan.

## Delavrinningsområde
Skärskarhån ingår i det delavrinningsområde (686755-131898) som SMHI kallar för Utloppet av Skärskarhån. Medelhöjden är 639 meter över havet och ytan är 5,33 kvadratkilometer. Räknas de 4 avrinningsområdena uppströms in blir den ackumulerade arean 76,97 kvadratkilometer. Skärvagan som avvattnar avrinningsområdet har biflödesordning 2, vilket innebär att vattnet flödar genom totalt 2 vattendrag innan det når havet efter 496 kilometer. Avrinningsområdet består mestadels av skog (72 procent) och sankmarker (24 procent). Avrinningsområdet har 0,18 kvadratkilometer vattenytor vilket ger det en sjöprocent på 3,4 procent.